# Szív/rablók
A Szív/rablók (eredeti cím: Henry's Crime) 2010-ben bemutatott amerikai bűnügyi-dráma, melyet Malcolm Venville rendezett. A főszerepben Keanu Reeves, Vera Farmiga és James Caan látható. A film premierje a Torontói Nemzetközi Filmfesztiválon volt 2010. szeptember 14-én, és 2011. április 8-án korlátozott kiadásban megjelent az Amerikai Egyesült Államokban, Magyarországon DVD-n jelent meg szinkronizálva.
A történet középpontjában Henry áll, aki börtönbe került egy bankrablás után, amelyet nem követett el. Miután szabadon engedik, azt tervezi, hogy ugyanazt a bankot fogja kirabolni a cellatársával, Max-szel.

## Cselekmény
Henry Torne egy autópályadíj-fizető állomáson dolgozik, és unalmas életet él feleségével, Debbie-vel Buffalóban. Egykori iskolatársa, Eddie Vibes meggyőzi, hogy helyettesítse beteg barátját, Joe-t egy baseballmeccs miatt. Útban a meccsre két másik csapattársukkal együtt megállnak egy banknál, hogy pénzt vegyenek ki egy ATM-ből. Eddie és barátai meglepetésszerűen kirabolják a bankot, és a kocsiban várakozó Henryt ártatlanul letartóztatja Frank biztonsági őr, mint bűntársat.
Henry három évre börtönbe kerül, ahol megismerkedik egy öreg szélhámossal, Maxszel. Amikor Henry idő előtt szabadul a börtönből, megtudja, hogy Debbie közben szakított vele és terhes Joe-tól.
Sikerül rávennie a szintén szabadlábon lévő Maxot, hogy törjön be vele ugyanabba a bankba és rabolják ki. Azt tervezik, hogy egy régi, eltemetett alagutat használnak, amelynek bejárata a bank melletti színházban van valahol. Ott egy társulat Julie Ivanova főszereplésével Anton Csehov: Cseresznyéskert című darabját próbálja.
Henry és Julie egy Julie által okozott közlekedési balesetben találkoznak, amelyben Henry könnyebben megsérül. Amikor Maxszel együtt elindul, hogy megkeresse a színház hátsó bejáratánál a bankba vezető alagutat, Julie meglepi őket. Egy ürüggyel ellátogatnak a színházba, és az öltöző fal mögött megtalálják az alagút bejáratát.
Max fizetés nélküli alkalmazottként kezd el dolgozni a színházban. Julie és Henry egymásba szeretnek, Julie így szerez tudomást a tervezett bankrablásról.
Miután a darab egyik főszereplője kilép a próbákról, miután összeveszett a rendezővel, Darekkel, Max Henry-t javasolja, hogy színészként be tudna ugrani helyette. Így a gengszterbanda, amelybe most már Joe is bekerült, bejut az alagút bejáratával rendelkező öltözőbe. A frusztrált biztonsági őr, Frank megsejti a tervüket, és végül ő is csatlakozik a bankrabláshoz. Az alkoholista Joe révén aztán Eddie is csatlakozik a bankrabló bandához Max akarata ellenére.
A darab premierjén nagy összegű pénzt szállítanak a bankba. A gengszterek úgy döntenek, hogy kihasználják ezt a lehetőséget. Henry elmondja Julie-nak a rablás időpontját és a tervezett szökést, ami miatt a lány veszekedés közben szakít Henryvel. A darab során Max, Joe és Eddie Frank segítségével kirabolják a bankot. Henry játszik a darabban, és a darab szüneteiben segít a pénzkötegek pakolásában.
Eddie fegyvert ránt, és megpróbál meglépni Joe-val és az ellopott pénzzel, de miután megsebesíti Henry lábát, lefegyverzik, és megkötözve marad az alagútban. Max, Joe és Henry elmenekül a pénzzel, de útközben Henry úgy dönt, hogy visszamegy Julie-hoz, és megkéri, jöjjön vele.

## Szereplők

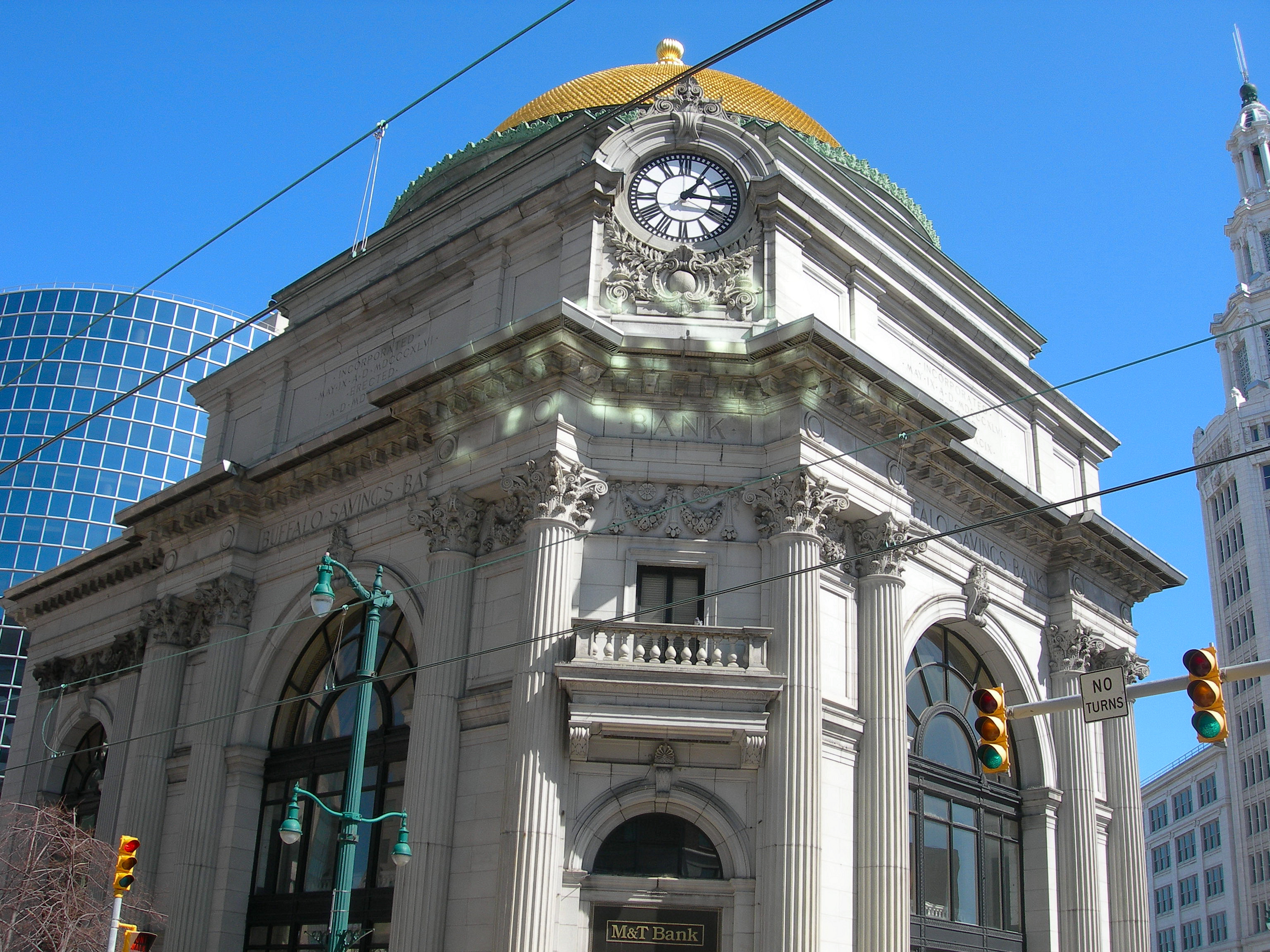
A Buffalo-i Bank

| Szerep              | Színész        | Magyar hang     |
| ------------------- | -------------- | --------------- |
| Henry Torne         | Keanu Reeves   | László Zsolt    |
| Max Saltzman        | James Caan     | Barbinek Péter  |
| Julie Ivanova       | Vera Farmiga   | Bertalan Ágnes  |
| Debbie Torne        | Judy Greer     | Bertalan Ágnes  |
| Eddie Vibes         | Fisher Stevens | Incze József    |
| Darek Millodragovic | Peter Stormare | Törköly Levente |
| Frank               | Bill Duke      | Papp János      |
| Joe                 | Danny Hoch     | Elek Ferenc     |
| Simon               | Currie Graham  | Lippai László   |
| Arnold              | Currie Graham  | Péter Richárd   |

## Szereplőválogatás
2009 augusztusában bejelentették, hogy Keanu Reeves csatlakozott a stábhoz, és ő lesz a projekt egyik producere is. 2009 októberében a Variety arról számolt be, hogy Vera Farmiga és James Caan is csatlakozik a film szereplőihez.

## Fordítás
- Ez a szócikk részben vagy egészben  a   Henry's Crime című angol Wikipédia-szócikk fordításán alapul.  Az eredeti cikk szerkesztőit annak laptörténete sorolja fel. Ez a jelzés csupán a megfogalmazás eredetét és a szerzői jogokat jelzi, nem szolgál a cikkben szereplő információk forrásmegjelöléseként.
- Ez a szócikk részben vagy egészben  a   Henry & Julie – Der Gangster und die Diva című német Wikipédia-szócikk fordításán alapul.  Az eredeti cikk szerkesztőit annak laptörténete sorolja fel. Ez a jelzés csupán a megfogalmazás eredetét és a szerzői jogokat jelzi, nem szolgál a cikkben szereplő információk forrásmegjelöléseként.